# Barrage de Hirfanlı
Le barrage de Hirfanlı est un barrage en Turquie.

## Sources
- (en) www.dsi.gov.tr/tricold/hirfanli.htm Site de l'agence gouvernementale turque des travaux hydrauliques